# Fogo Cruzado
Fogo Cruzado é um extinto programa dominical de debate e entrevistas de políticos que era apresentado por Paulo Henrique Amorim na Rede Bandeirantes. Ficou no ar entre 1 de junho de 1997 a 28 de março de 1999.
Estreou em 1991 que era apresentado por Blota Jr.
Foi o programa que substituíu Vamos Sair da Crise era apresentado por Alexandre Machado na TV Gazeta entrevista sobre os políticos. Foi no ar entre 1993 a 1995.
Foi sucedido pelo Canal Livre, que tinha o mesmo teor do programa, mas o Canal Livre já tinha ido ao ar nos anos 80, na época da anistia (1979), das Diretas Já (1984) e da redemocratização do Brasil (em 1985).